# Brookfield Place (Calgary)
Brookfield Place è un grattacielo di Calgary, in Alberta, Canada.

## Caratteristiche
La torre di 56 piani ed è alta 247 metri. La compagnia petrolifera canadese Cenovus Energy  occupa 90.000 metri quadrati dell'edificio ed è l'inquilino più presente.
Oltre alla torre est, i piani di sviluppo prevedono un'ulteriore torre per uffici per un totale di altri 90.000 metri quadrati, un padiglione in vetro trasparente, ristoranti, negozi al dettaglio e servizi a livello della strada e parcheggio sotterraneo che ospita 1.100 posteggi.
Lo sviluppo includerà una 1⁄2 acro (2 000 m²)   con ristoranti, mostre d'arte pubblica, attività culturali e attività programmate fornite dal programma Arts & Events di Brookfield.
L'edificio è stato progettato dallo studio di architettura Arney Fender Katsalidis di Londra e Toronto. L'architetto delle consegne era un dialogo basato su Calgary.
Lo sviluppo sarà costruito per raggiungere lo standard LEED Gold per lo sviluppo di Core & Shell. I pendolari avranno accesso diretto al sistema Skywalk Plus 15 e al sistema CTrain LRT sulla 7th Avenue. La struttura ospiterà un parcheggio per biciclette accessibile da rampe dedicate proprio per biciclette separate dal traffico veicolare e dalle stazioni di ricarica plug-in per auto elettriche.